# Флеботомусы
Москиты, или Флеботомусы (лат. Phlebotomus) — род двукрылых насекомых из подсемейства москитов, распространённый в Старом Свете. Наиболее распространённый род москитов в Палеарктическом регионе. Отдельные виды Phlebotomus значимы как переносчики лейшманиозов Старого Света, а также лихорадки паппатачи. В ископаемом состоянии род известен из бирманского янтаря.

## Некоторые виды
- Phlebotomus argentipes[англ.]
- Phlebotomus ariasi
- Phlebotomus longicuspis
- Phlebotomus mascittii
- Phlebotomus papatasi
- Phlebotomus perniciosus
- Phlebotomus sergenti